# Traumatisk hjärnskada
Traumatisk hjärnskada (engelska: traumatic brain injury, TBI) är en skada på hjärnan som orsakas av en yttre kraft. TBI är en huvudorsak till mortalitet och morbiditet över hela världen, särskilt hos barn och unga vuxna. Traumatiska hjärnskador är ungefär dubbelt så vanliga bland män som bland kvinnor. Under 1900-talet sågs en stor utveckling inom diagnostik och behandling som minskade dödstalen och förbättrade återhämtningen efter traumatisk hjärnskada. Förebyggande åtgärder inkluderar användning av säkerhetsbälten och hjälmar, att inte köra bil under alkoholpåverkan, fallförebyggande insatser hos äldre vuxna och säkerhetsåtgärder för barn.
TBI kan klassificeras baserat på svårighetsgrad, skademekanism, eller andra faktorer. Skadans svårighetsgrad sträcker sig från mild traumatisk hjärnskada [mTBI/hjärnskakning] till allvarlig traumatisk hjärnskada, ofta baserat på medvetandegrad enligt Glasgow coma scale. Skademekanismen delas primärt in i sluten eller penetrerande huvudskada. Huvudskada är en bredare kategori som kan innebära skador på andra strukturer som hårbotten och skallen.

## Skademekanism
Orsaker till TBI inkluderar fall, fordonskollisioner och våld. Hjärnskada uppstår antingen som en konsekvens av en plötslig acceleration eller deceleration mellan hjärna och kraniet, eller av en komplex kombination av både rörelse och kollision mellan skallen och yttre föremål. Utöver de skador som orsakades i ögonblicket för skadan, kan en mängd olika händelser efter skadan resultera i ytterligare skada. Dessa processer inkluderar förändringar i hjärnans blodflöde och intrakraniellt tryck.

## Diagnostik
Diagnos sker med hjälp av anamnes, statustagning och radiologisk avbildning. Några av de avbildningstekniker som används för diagnos inkluderar datortomografi (CT) och magnetisk resonanstomografi (MRI), där datortomografi dominerar i akutskedet.

## Prognos
TBI kan resultera i kroppsliga, kognitiva, sociala, emotionella och beteendemässiga symtom, och återhämtningen efter TBI kan variera från fullständig återhämtning till permanent funktionsnedsättning eller död. Beroende på skadan kan det krävas olika behandling, från observation till att innefatta läkemedel, akut kirurgi eller kirurgi i senare skede. Sjukgymnastik, logopedi och arbetsterapi kan användas för rehabilitering.